# Bosc Nacional de Buçaco
El Bosc Nacional de Buçaco (Bussaco en grafia antiga) és una àrea protegida situada a la serra del Buçaco, freguesia de Luso, municipi de Mealhada. El plantà l'Orde dels Carmelites descalços en el primer quart del segle xvii, delimitat pels murs alçats per l'orde per tal de limitar l'accés al bosc.
Els carmelites van construir també ací el Convent de Santa Cruz de Buçaco, per albergar l'orde monàstic, que va existir entre 1628 i 1834, data de l'extinció dels ordes religiosos a Portugal.
El 1888 comença a construir-se el Palau Reial al lloc del convent.
El Bosc Nacional del Buçaco conté espècies vegetals del món sencer importades per l'Orde dels Carmelites Descalços, incloent-hi el cèlebre cedre del buçaco (Cupressus lusitanica). Hi ha ací un hàbitat únic per a l'aladern, la distribució mundial del qual se circumscriu a les escasses hectàrees existents al Buçaco.

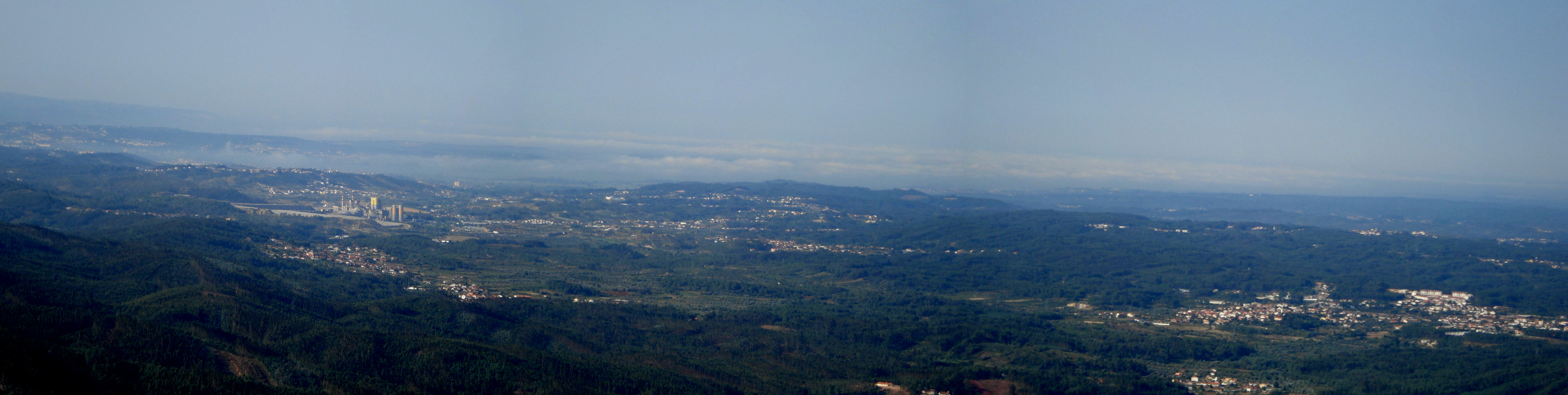
Fotomuntatge del paisatge des del mirador de Cruz Alta (Buçaco) des de Souselas fins a Pampilhosa

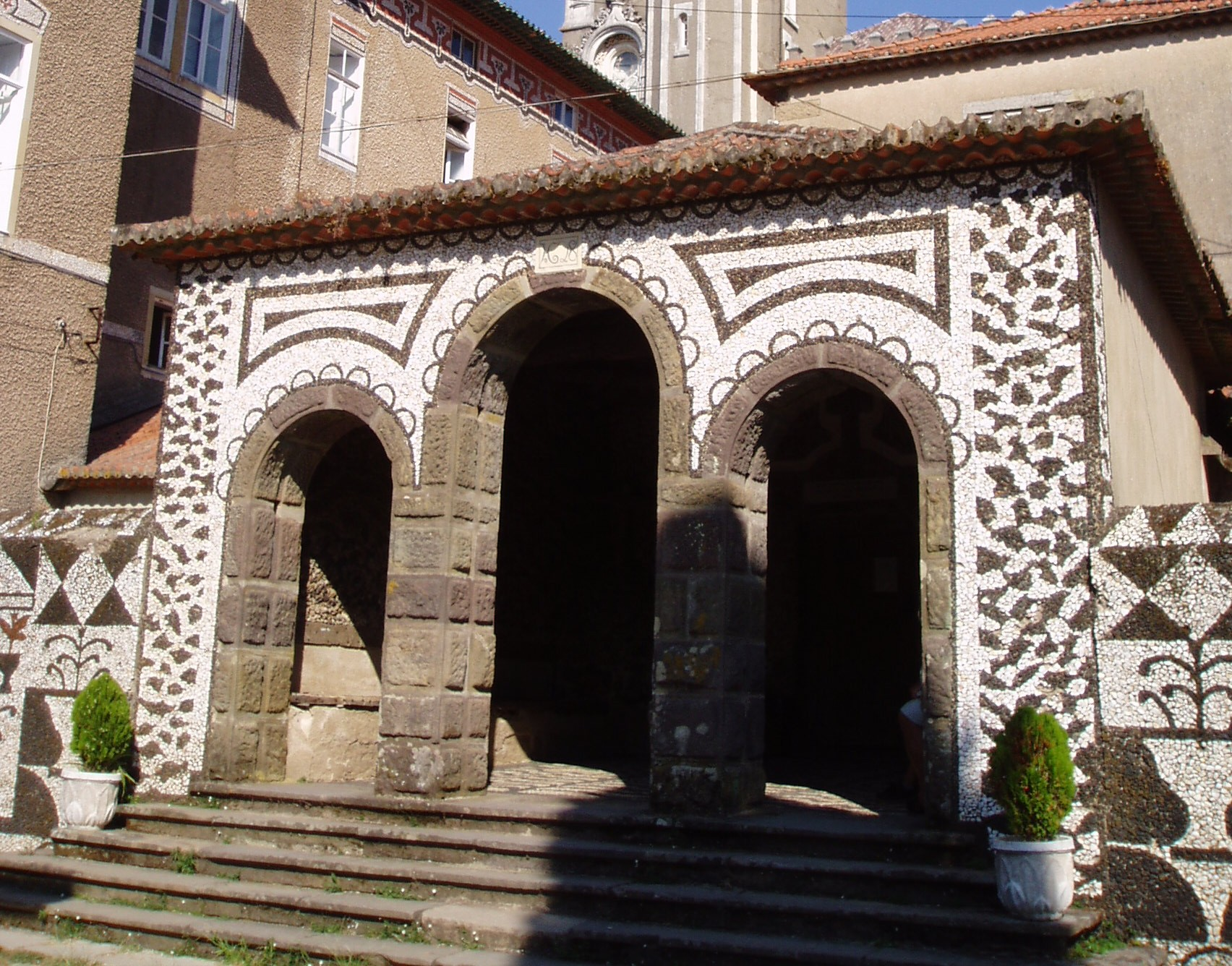
Convent de Santa Cruz
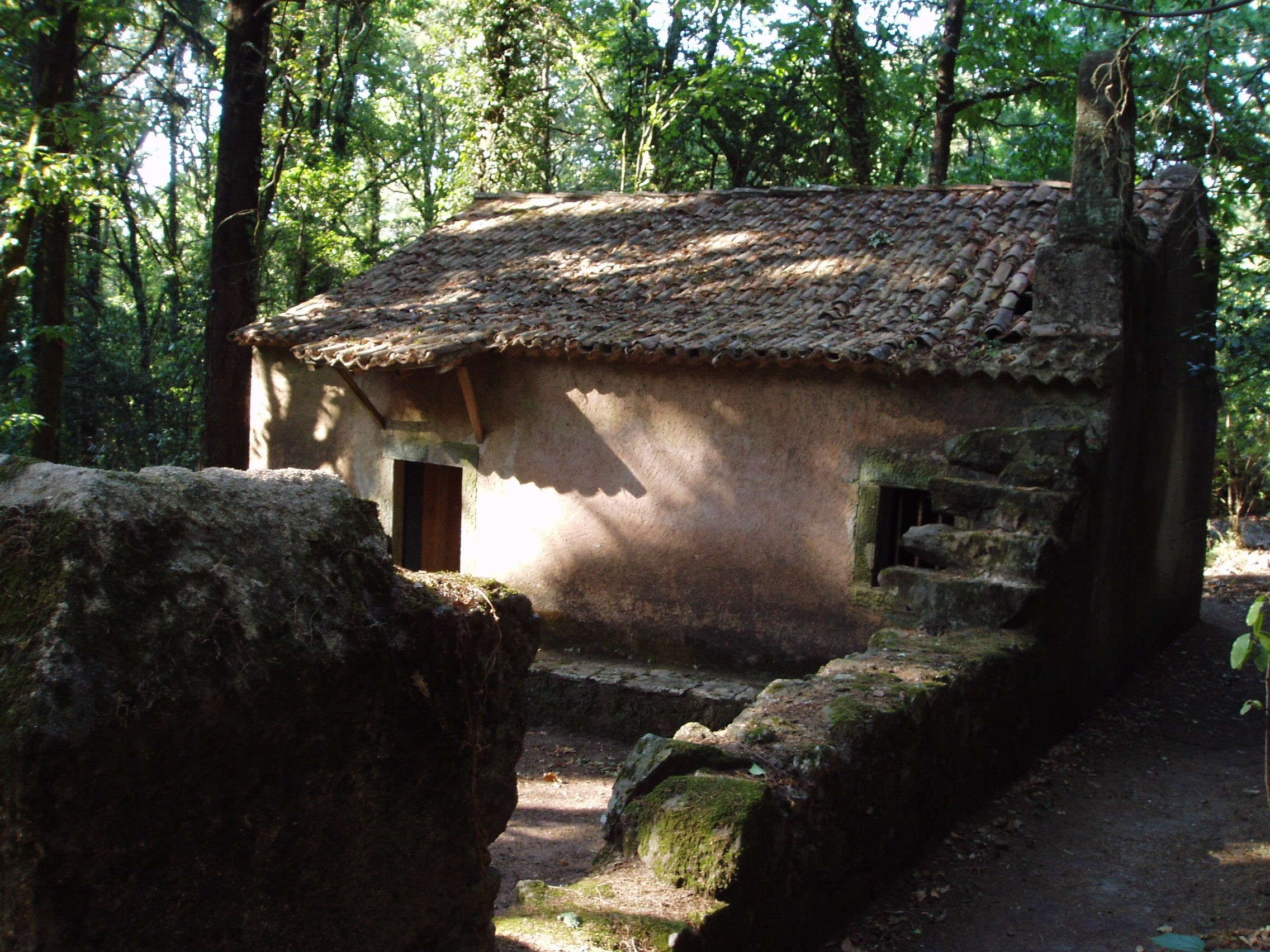
Ermita de Buçaco
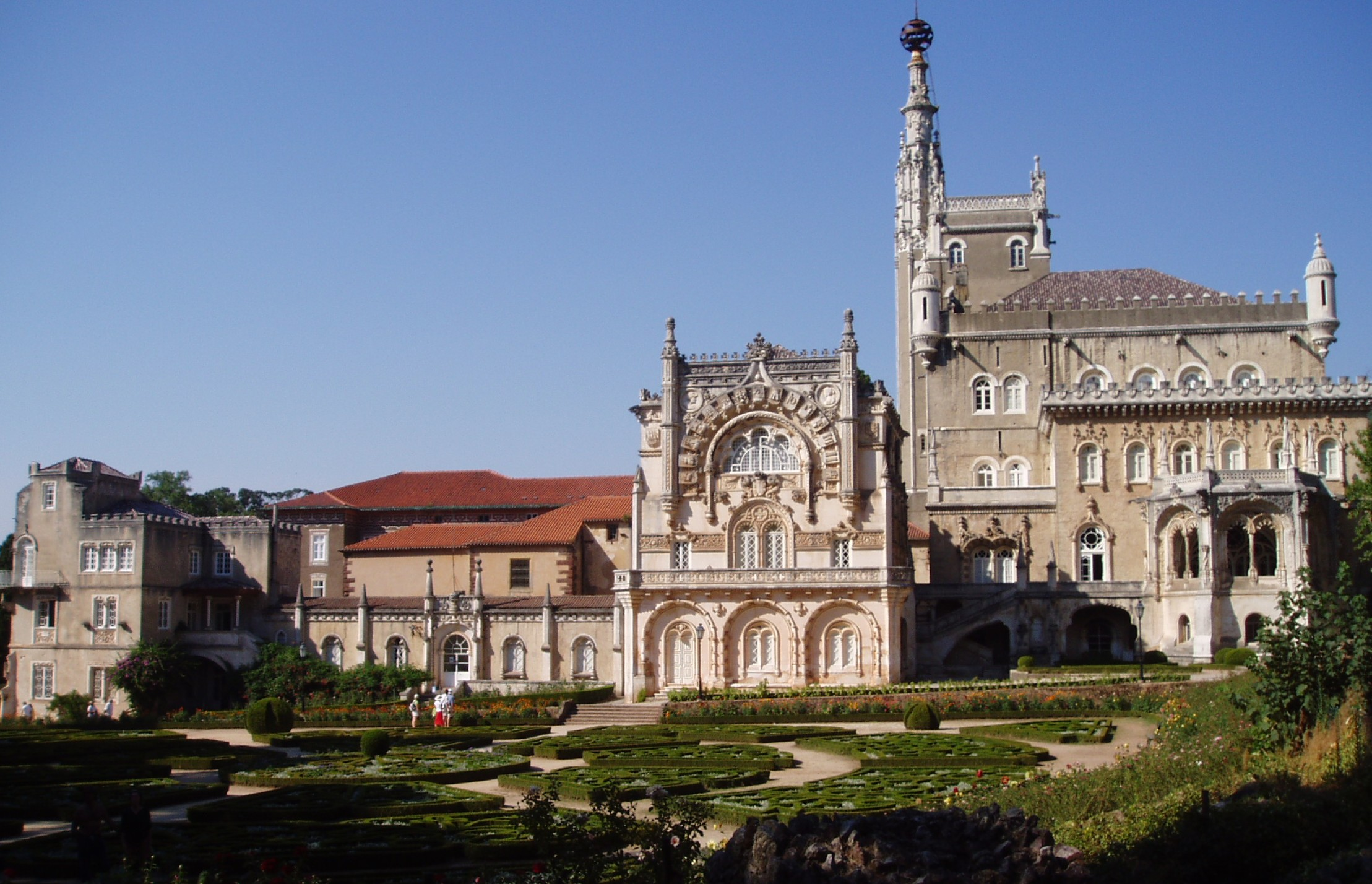
Palace Hotel de Buçaco
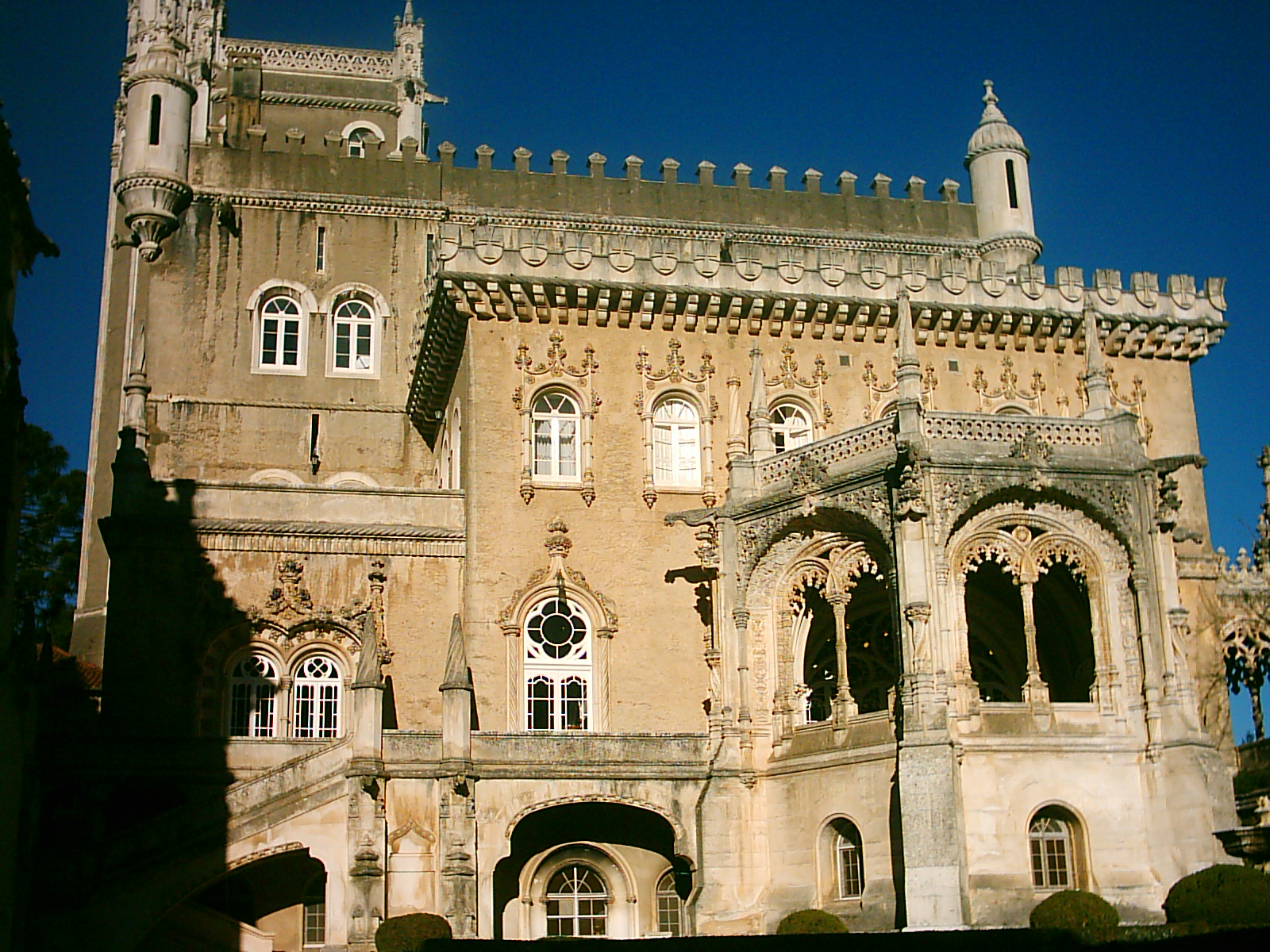
Palau